# Emlékfák Makón
Makón összesen 23 kiemelten védett összefüggő zöldterület és 68 védett fa található. A helyi védettség alatt álló fák összértéke meghaladja a másfél milliárd forintot. Ez a szócikk a fent említett makói fák közül az emlékkővel- és táblával is megjelölteket, köznapi nevükön emlékfákat sorolja fel.

## Emlékfák
| Eszperantó-fa | Juhász Gyula-emlékfa | Kocsis György-emlékfa | Zöld Zóna-fa |
| ------------- | -------------------- | --------------------- | ------------ |
|               |                      |                       |              |

### Eszperantó-fa
Az Eszperantó-fát a mesterséges nyelv makói beszélői ültették Lazar Markovics Zamenhof, az eszperantó nyelv kezdeményezője emlékére, halálának 50. évfordulóján. A fa a belvárosi Petőfi parkban, a város legnagyobb közparkjában áll 1967. április 14. óta. A fa elé kétnyelvű emléktáblával ellátott emlékkövet helyeztek.

### Juhász Gyula-emlékfa
A Juhász Gyula-emlékfa egy kocsányos tölgy (Quercus robur) Makón, a Megyeház u. 16. szám
előtt. 1810 körül ültették. Nevét onnan kapta, hogy Juhász Gyula magyar költő előszeretettel pihent meg árnyéka alatt. Magasságához képest nagyon széles és formás koronával rendelkezik. Törzsének kerülete 4,63 méter, magassága 30-40 méter; koronája 25 méter átmérőjű. Magas kora és kultúrtörténeti jelentősége miatt 1970-ben védetté nyilvánították. Makó legértékesebb fája, értéke 5 millió 790 ezer forint. A fa elé emlékkövet helyeztek, amelyen márványtábla örökíti meg a névadás történetét, az ültetés és a védetté nyilvánítás időpontját, és a fa fajtáját. A kocsányos tölgyet Makó város önkormányzata benevezte az Ökotárs Alapítvány „Az Év Fája 2010” vetélkedőjébe.

### Kocsis György-emlékfa
A Kocsis György (1963–2007) makói színész emlékére ültetett fűzfa a polgári leányiskola (ma a Makói Általános Iskola Bartók épülete) udvarában található. Az iskola ötvenéves fennállásnak alkalmából szervezett ünnepség keretein belül ültették 2008. szeptember 6-án. A népszerű színész és szinkronhang egykoron maga is az iskola tanulója volt. Az emlékfa elé egy kis tönk került, amire réztáblát erősítettek. Rajta az „In Memoriam KOCSIS GYÖRGY (DUMITRA) 1963-2007” felirat olvasható.

### Zöld Zóna-fa
A Zöld Zóna-fa egy, a Posta utca és a Nagyér sétány (a Nagyér kanális lefedett, belvárosi része) között elhelyezkedő, házgyári technológiával épült lakótömbje előtt áll. Az elé állított emlékkő, és a rajta található márványtábla tanúsága szerint a Westel Mobil Távközlési Rt. (a T-Mobile Magyarország elődje) ültette 2001-ben, a „környezet megóvásának szándékával.” A helyszínválasztás tudatossága a zöldfelületekben szegény területekre hívja fel a figyelmet.